# الكيمياء التجميعية الحركية

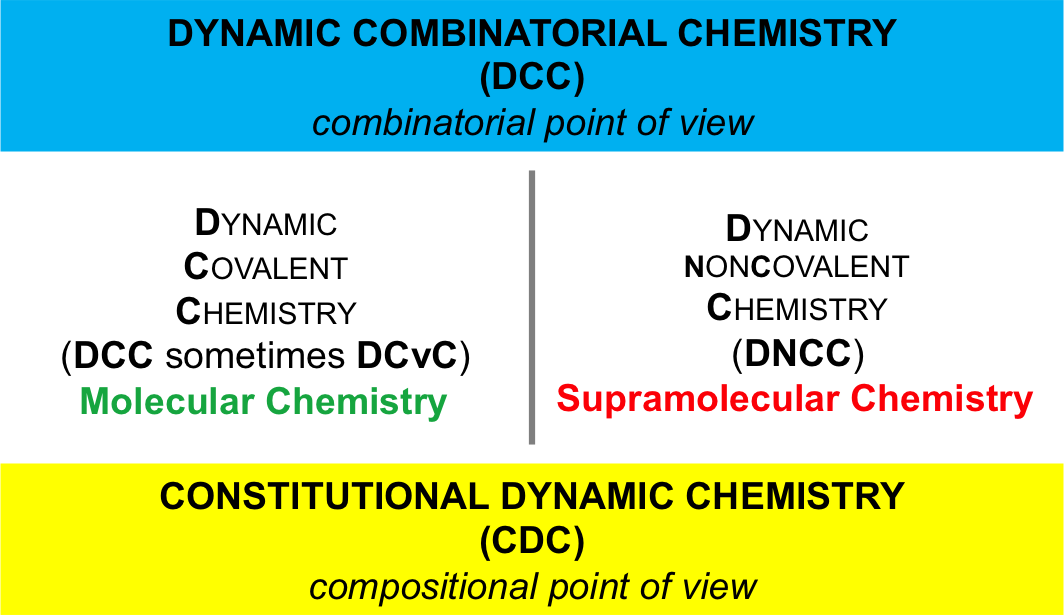
المصطلحات المستخدمة في مجال الكيمياء التجميعية الحركية والكيمياء الحركية التاسيسية.

الكيمياء التجميعية الحركية ؛ تُعرف أيضًا باسم الكيمياء الحركية التاسيسية وهي طريقة لتوليد جزيئات جديدة تتكون من تفاعل عكسي بسيط للبناء وتكون تحت التحكم الحركي الحراري . المكتبة  لهذه الكتل الإنشائية القابلة للتحويل المتبادل تسمى الاندماج الحركي التجميعي . حيث جميع المكونات في التجمع الاندماج الحركي في حالة توازن ، ويتم تحديد توزيعها من خلال ثباتها الحركي الحراري داخليًا. قد يتضمن التحويل البياني لهذه الكتل الإنشائية تفاعلات تساهمية أو غير تساهمية . عندما يتعرض التجمع الاندماج الحركي لتأثير خارجي (مثل البروتينات أو الأحماض النووية ) ،يتغير التوازن حيث أن المكونات التي تتفاعل مع التأثيرات الخارجية يتم تثبيتها وتوسعها ، مما يسمح بتكوين المزيد من المركب النشط.

## التاريخ الكيمياء التجميعية الحركية
من خلال التعريف الحديث، تعتبر الكيمياء التجميعية الحركية بشكل عام طريقة لتسهيل توليد أنواع كيميائية جديدة من خلال الارتباط العكسي بين كتل البناء البسيطة، تحت التحكم الديناميكي الحراري. يُعرف هذا المبدأ باختيار المنتج الأكثر ثباتًا من الناحية الديناميكية الحرارية من خلال موازنة في عدد المكونات، وهو مفهوم شائع في الكيمياء التركيبية لتحكم في التفاعل. على الرغم من أن هذا النهج قد تم استخدامه في عمل فيشر  وفيرنر  وقت مبكر من القرن التاسع عشر، إلا أن دراستهما الخاصة بالكربوهيدرات وكيمياء التنسيق اقتصرت على التكهنات الأولية، مما يتطلب الأساس المنطقي للحركة الحرارية الحديثة.
حتى أن تم إستكشاف الكيمياء فوق الجزيئية والمفاهيم المبكرة للتعرف الجزيئي والتكامل والتنظيم الذاتي حتى أن تمكن الكيميائين البدء في استخدام استراتيجيات للتصميم وتجميع الجزيئات الكبيرة.
تم تطوير مفهوم تجميع القوالب بشكل كبير من خلال العمل الذي قام به بوش في 1960، والذي بدوره حدد دور قالب أيون معدني في تثبيت المنتج «الحركة الحرارية» ، مما سمح بعزله عن الخليط المعقد. على الرغم من أن عمل بوش ساعد في إنشاء طريقة القالب الصناعي وهو عبارة عن هياكل دائرية كبيرة، إلا أن هذا النهج ظل ضمن مجال الكيمياء الغير عضوية حتى 1990، اقترح سان مفهوم الكيمياء التجميعية الحركية وجمع بين الحركة الحرارية والكيمياء التجميعية الحركية، لتوليد مجموعة بورفيرين وكمية كبيرة من الأمين باستخدام مجموعة جيده من اللبنات الاساسية.
كما طور ساندرز تركيب الكيمياء التجميعية الحركية كاستراتيجية للتجميع العضوي والمثال الأول هو التحكّم بالحركة الحرارية للأوليجوكولات وتجميع المشتقات من الستيرويد القادرة على التحويل وذلك من خلال تبادل المكونات. حيث عمل مبكرًا في توظيف الاسترة لتوليد اندماجية حرارية . في وقت لاحق، كان من المؤسف أن تم اختيار الإسترات للتوسط في تبادل المكونات، حيث أن عمليات الاسترة التبادلية بطيئة بطبيعتها وتتطلب ظروفًا لا مائية قوية. ومع ذلك، فقد حددت تحقيقاتهم اللاحقة أن كلاً من الروابط التساهمية ثنائي الكبريتيد والهيدرازون تظهر عمليات تبادل مكونات فعالة، وبالتالي تقدم وسيلة موثوقة لتوليد مكتبات اندماجية ديناميكية قادرة على القوالب الديناميكية الحرارية. تشكل هذه الكيمياء الآن أساسًا لكثير من الأبحاث في مجال تطوير الكيمياء التساهمية الديناميكية، وقد ظهرت في السنوات الأخيرة كأداة قوية لاكتشاف المستقبلات الجزيئية.

## التفاعلات الموجه بالبروتينات
أحد التطورات الرئيسية في مجال الكيمياء التجميعية الحركية هو استخدام البروتينات أو غيرها من( الجزيئات البيولوجية الكبيرة ، مثل الأحماض النووية ) للتأثير على تطورها وتوليد مكونات داخل التجمع الاندماج الحركي . يوفر الكيمياء التجميعية الحركية الموجه بالبروتين طريقة لتوليد وتحديد وتصنيف روابط البروتين الجديدة، وبالتالي فإن لها إمكانات هائلة في مجال تثبيط الإنزيم واكتشاف الأدوية .

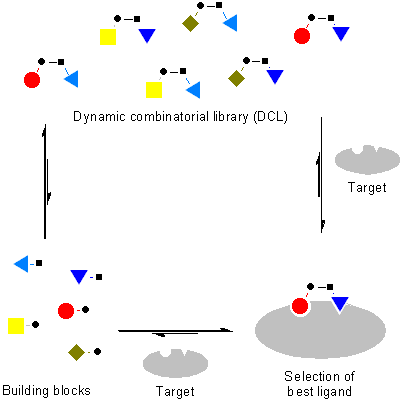
مخطط يوضح نظرية االكيمياء التجميعية الحركية الموجهة بالبروتين.

### ردود فعل عكسية تساهمية

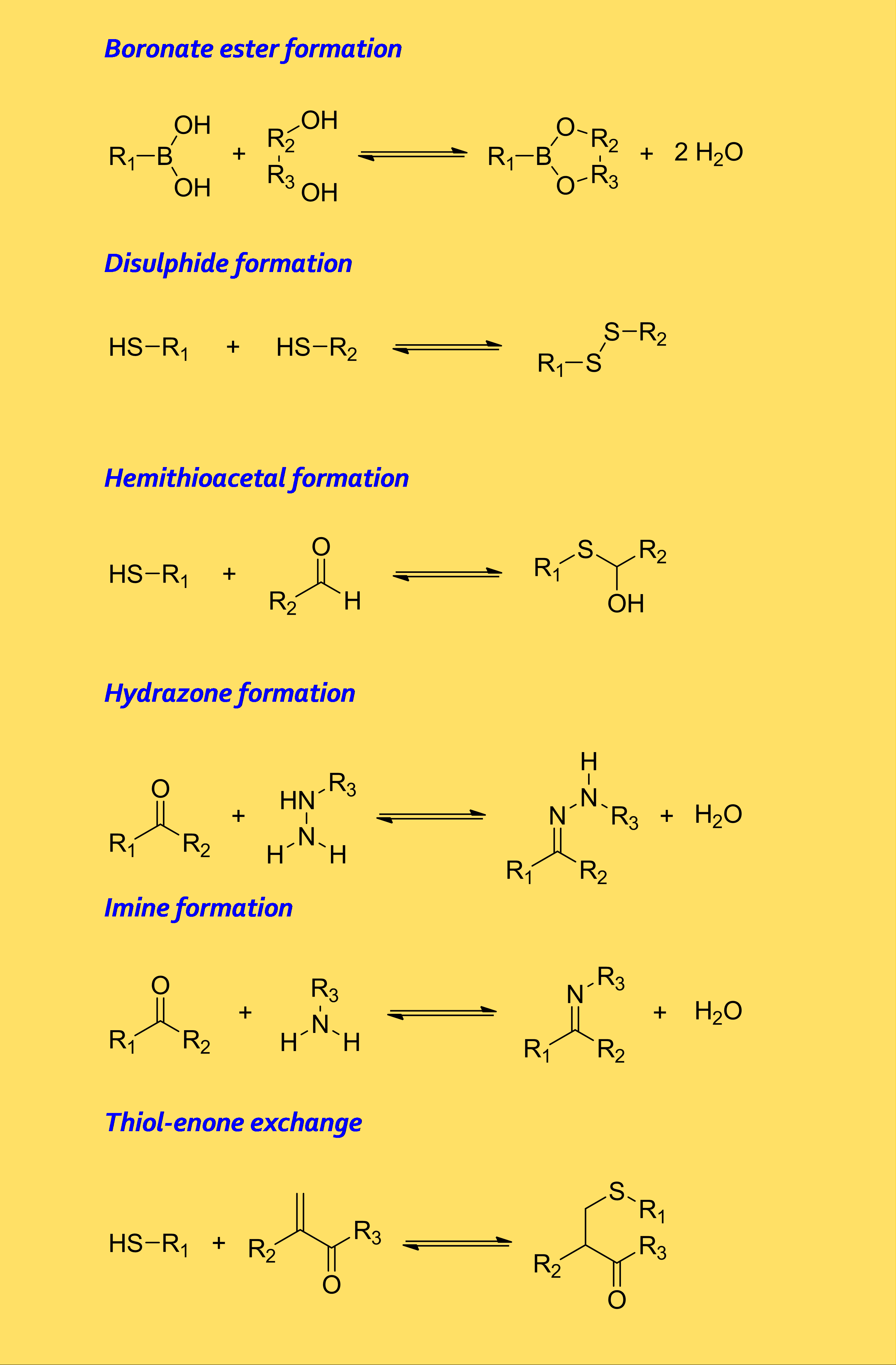
أنواع التفاعلات التساهمية العكوسة التي تم تطبيقها في الكيمياء التجميعية الحركية الموجهة بالبروتين.

لم يكن تطوير الكيمياء التجميعية الحركية الموجه بالبروتين بسيطًا لأن التفاعلات العكسية المستخدمة يجب أن تحدث في محلول مائي عند درجة الحموضة معينه ودرجة الحرارة معينه، ويجب أن تكون مكونات الكيمياء التجميعية الحركية متوافقة مع البروتينات المستخدمة .
حيث هناك العديد من التفاعلات العكسية في الكيمياء التجميعية الحركية الموجه بالبروتين. وتشمل هذه التفاعلات بورونات أخرى،  لتبادل ثنائي الكبريتيدات،  تشكيل ثاني كبريتيد،  تشكل نصف ميثيول أسيتال،  و تكوين الهيدرازون،  وكذلك تكوين الإيمين  وتبادل ثيوإلى لينون.

### التجمعالاندماج الحركي المتزن:
بالنسبة للتفاعلات القابلة للتعاكس لا تحدث في المحاليل المائية ، يمكن استخدام نهج الكيمياء التجميعية الحركية المتزن .حيث تم إنشاء تجمع للاندماج الحركي في البداية في مذيب عضوي أي تم تمت معايرته ، ثم تم تخفيفه في محلول مائي يحتوي على بروتين للاختبار.ثم تم تطبيق تفاعلات عضوية قابلة للانعكاس ، بما في ذلك تفاعلات ديلز ألدر والتفاعل الكيميائي مزدوج التبادل عبر الألكين،  أو تطبيقها على الكيمياء التجميعية الحركية الموجه بالبروتين باستخدام هذه الطريقة.

### ردود فعل عكسية غير تساهمية
التفاعلات غير التساهمية القابلة للتعاكس ، مثل التوافق بين المعادن والروابط ،  تم تطبيقها أيضًا في الكيمياء التجميعية الحركية الموجهه بالبروتين. هذه الاستراتيجية مفيدة لتحقيق الكيمياء الفراغية المثالية لموقع الارتباط للبروتين المستهدف.

### التفاعلات العكسية المحفزة بالإنزيم
التفاعلات المنعكسة المحفزة بالإنزيم، مثل تفاعلات التحلل المائي المحفز بالبروتياز  وتفاعلات ألدولاز المحفزة بالألدولاز،  حيث تم تطبيقها على الكيمياء التجميعية الحركية الموجه بالبروتين.

### طرق تحليلية
يجب أن يكون نظام الكيمياء التجميعية الحركية الموجه بالبروتين قابلاً للفحص الفعال. تم تطبيق العديد من التقنيات لتحليل تجمع للاندماج الحركي الموجه بالبروتين. وتشمل هذه استشراب سائلي عالي الأداء ،  مطياف الكتلة ،  مطيافية الرنين المغناطيسي النووي ،  وعلم البلورات بالأشعة السينية .

### منهج متعدد البروتينات
على الرغم من أن معظم تطبيقات الكيمياء التجميعية الحركية الموجهة بالبروتين حتى الآن تضمنت استخدام بروتين واحد في الكيمياء التجميعية الحركية، فمن الممكن تحديد روابط البروتين باستخدام بروتينات متعددة في وقت واحد، طالما أن هناك تقنية تحليلية مناسبة متاحة للكشف عن أنواع البروتين التي تتفاعل معها مكونات الكيمياء التجميعية الحركية. يمكن استخدام هذا النهج لتحديد مثبطات معينة أو مثبطات إنزيم واسعة الطيف.

## تطبيقات أخرى
تفيد الكيمياء التجميعية الحركية في تحديد الجزيئات ذات خصائص الارتباط غير العادية، ويوفر طرقًا تركيبية للجزيئات المعقدة التي لا يمكن الوصول إليها بسهولة بوسائل أخرى. وتشمل هذه المواد الذكية ، وأجهزة الطي، والجزيئات ذاتية التجميع ذات البنى المتشابكة والمواد اللينة الجديدة. تم اقتراح تطبيق الكيمياء التجميعية الحركية للكشف عن المركبات النشطة بيولوجيًا ، أي شم الرائحة واستشعارها، في التفاعل. في الآونة الأخيرة، تم استخدام الكيمياء التجميعية الحركية أيضًا لدراسة التوليد التلقائي .